# 立田川部屋
立田川部屋（たつたがわべや）は、かつて日本相撲協会に所属していた時津風一門の相撲部屋。

## 沿革
1968年（昭和43年）12月、第35代横綱・双葉山の時津風親方が急逝。それに伴い、先代時津風の右腕として尽力してきた部屋付き親方の立田川（第42代横綱・鏡里）が時津風部屋を継承した。しかし直後に部屋の後継者に、引退したばかりの13代錦島（元大関・豊山）を指名していたとの遺言の存在が明らかになった。そこで元鏡里は年寄・立田川に戻り、1971年（昭和46年）9月に新弟子、10代立田山（元大関・大内山）、10代錣山（元小結・若葉山）、7代式秀（元小結・潮錦）、9代二十山（元関脇・青ノ里）の4人の年寄を連れ、独立して48歳で立田川部屋を創設した。しかし、なかなか関取が育たず、十両・高道一人しか誕生しなかった。
1969年（昭和44年）3月場所限りで引退した時津風部屋（大関・豊山）の元関脇・青ノ里は、年寄・二十山を襲名して立田川部屋の部屋付き親方として後進の指導に当たっていたが、立田川（鏡里）が1988年（昭和63年）4月に停年を迎えるため、同年2月に師匠と年寄名跡を交換して、部屋を継承した。継承後は千代田区飯田橋に部屋を構え、その後、葛飾区新小岩に移転した。先代からの弟子であった福ノ里（現：若者頭）や、直弟子の敷島・十文字・豊桜が関取に昇進した。しかし、2000年（平成12年）11月場所中に停年を迎えるため、同年9月場所を最後に部屋を閉め、所属力士は陸奥部屋に移籍した。

## 最終所在地
- 東京都葛飾区新小岩3-28-21
- JR総武線新小岩駅徒歩15分

## 師匠
- 13代：立田川喜代治（たつたがわ きよじ、横綱・鏡里、青森）
- 14代：立田川盛（たつたがわ さかり、関脇・青ノ里、青森）

## 力士

### 幕内
前頭
- 敷島勝盛（前1・千葉）14代弟子、陸奥部屋に移籍
- 十文字友和（前14・青森）14代弟子、陸奥部屋に移籍後前6

### 十両
- 豊桜嘉人（十8・広島）14代弟子、陸奥部屋に移籍後前5
- 森乃里治重（十9・北海道）13代・14代弟子
- 福ノ里邦男（十13・岩手）13代・14代弟子

### 幕下以下
- 琉鵬桂助（下31・沖縄）14代弟子、陸奥部屋に移籍後前16
- 白馬毅（二37・モンゴル）14代弟子、陸奥部屋に移籍後小結